# チョン・ユラ
鄭 ユラ（朝鮮語: 정유라、1996年 10月30日 - ）は、大韓民国の馬術選手。出生時の名前は鄭 ユヨン（정유연）。2014年アジア競技大会において馬術団体戦で金メダルを獲得した。大統領だった朴槿恵の側近として知られる鄭潤会（정윤회）と崔順実（최순실）を父母に持つ。

## 経歴
1996年10月30日、鄭潤会、崔順実夫妻の長女として生まれる。中学生までは母順実に近しく、後に国政介入問題で母親とともに取り上げられることとなる車恩澤(차은댁)の元で声楽を勉強したが、素質がなく、乗馬に転向した。2014年アジア競技大会直前に成績が向上、4位の成績で団体戦メンバーに選抜され、大会では金メダルを獲得した。この出場実績によって梨花女子大学校に推薦合格した。
2015年6月に男児を出産後、2015年12月12日に結婚した。ドイツに滞在していた時期に児童虐待の疑いで調査を受けたことがある。
2017年1月にデンマーク警察により不法滞在容疑で身柄を拘束され、韓国検察は不正入学容疑で早期の引き渡しを求め、5月31日に韓国に強制送還され、帰国する飛行機内で韓国の検察当局に身柄を拘束された。しかし、6月3日にソウル中央地裁が、検察からの正式な逮捕状請求を却下し釈放を命じたため、同日釈放された。

## 学歴
- 景福小学校（朝鮮語版）
- 仙和芸術学校（朝鮮語版）
- 清潭高等学校（議論あり）※卒業取り消し
- 梨花女子大学校（議論あり）※入学取り消し

## 議論

### アジア代表大会選抜に関する疑惑
新政治民主連合の安敏錫（안민석）議員は、2014年アジア競技大会の馬場馬術競技の代表として選抜された際に、不正があったのではないかとの疑惑を提起した。また、韓国馬事会杯においてユラと代表資格を争ったキム・ヒョクが優勝すると、父潤会は文化体育観光部を通じて、娘を優勝させるよう依頼したが、優勝は覆らなかったため、朴槿恵に要請して大会審判委員長を左遷を経て免職させたと主張している。

### 単位取得不正・裏口入学疑惑
清潭高等学校3年次の出席日数が不足しており、留年するところであったにもかかわらず、崔順実の抗議により、乗馬協会の発行する公文書で卒業所定要件を満たしていると認められ、卒業したことが明らかとなった。しかしその後、2016年12月5日に、ソウル市教育庁が、虚偽の公文書を使って出欠をごまかしていたなどとして、卒業を取り消すことを発表した。
さらには、梨花女子大学校の当時の推薦入試出願資格では、3年以内の国際的または、全国規模の大会において個人種目3位以内入賞者としており、アジア大会の団体戦で優勝した鄭には出願資格がなかったにもかかわらず、特例として入学を認めた「裏口入学」疑惑も浮上。単位取得においても不正があったとされる。疑惑が取り沙汰されると2016年4月にドイツへ出国、突然休学を申請した。この件に関しては、当時から大学合格だけでなく乗馬の韓国代表選抜過程で特別待遇を受けたのではないかという疑惑が取りざたされており、2014年12月3日には「能力がないならお前の両親を恨め。うちの親のことでつべこべ言うんじゃない。カネも実力だよ。他人の悪口ばかり言っているから、何をしても成功なんてしないだろうね」とFacebookに書き込んだことにより、インターネット上で批判を浴びていた。
疑惑を受けて、体育特技生に対する調査を教育部が実施した結果、単位不足など卒業所定要件を満たしていないにもかかわらず、卒業を認定した「第二の鄭維羅」が相当数いることが判明した。

### Kスポーツ財団資金横領疑惑
財閥に強制的に資金を拠出させて作られたと疑われるKスポーツ財団の資金を、複数の会社を経由して順実とともに横領したという疑惑を受けている。疑惑の会社はミール財団とKスポーツ財団の疑惑が発覚したその日に廃業した。

## 脚註
1. ↑  “정유라 전 남편 신주평, 두 달 전 아이 문제로 마지막 통화 ‘정유라 현재 거취는?’” (朝鮮語). ソウル経済（朝鮮語版）. (2016年12月7日) 2017年4月16日閲覧。
2. 1 2  단독 최순실 딸 엉터리 리포트에도 담당교수는 "감사합니다" nocutnews 2016年10月13日 확인함
3. 1 2 3  단독 박 대통령, 최순실 건드린 사람은 기필코 ‘응징 하어영·방준호. (2016年10月12日) 2016年10月13日閲覧。한겨레
4. 1 2  정관용·주진우|제목=주진우 "또 하나의 차은택 있다" CBS노컷뉴스 2016年10月19日 2016年10月23日
5. 1 2  (인천AG) 한국 마장마술 단체, 대회 5연패 달성 뉴스토마토 이준혁 2014年9月20日 2016年10月13日閲覧
6. 1 2  최순실 딸 이대 입학 당시 처장 "총장은 정윤회가 누군지도 몰랐다" 뉴시스 김현섭 2016년 10월 13일 2016年10月13日閲覧
7. ↑  “말도, 부모도 다 버리고 아들 살리고 싶다” 정유라 독일 출산설 ‘시끌’ 국민일보 2016年10月24日
8. ↑  단독 정유라-승마선수 신모씨 작년 12월12일 獨서 비밀결혼 매일경제. 2016년 10월 24일에 확인함.
9. ↑  단독 정유라, 작년 10월 갓난아이와 생활…아동학대 의심 보건당국서 조사받아| 중앙일보 윤호진·정아람 2016年10月24日 2016年10月24日閲覧
10. ↑  朴大統領の支援者チェ被告の娘を拘束　デンマーク警察 朝日新聞 2017年1月2日
11. ↑  “朴前大統領親友の娘を拘束＝韓国帰国便の機内で”.   時事通信社 (2017年5月31日). 2017年6月1日閲覧。
12. ↑  強制送還された崔順実被告の娘　韓国に到着 聯合ニュース 2017年5月31日
13. ↑  “崔被告の娘、釈放 ソウル地裁が逮捕状請求を却下”. AFP. (2017年6月3日) 2017年6月8日閲覧。
14. ↑  정윤회 파문... 청와대가 다급해졌다 구영식 오마이뉴스 2014年12月5日2016年10月13日閲覧
15. ↑  단독 정유라 고3때 131일 결석…승마협회 공문 덕에 모두 ‘공결’ 한겨레. 2016년 10월 24일에 확인함.
16. ↑  
チェ被告娘の高卒取り消し　韓国、出欠巡り公文書偽造 産経ニュース 2016年12月5日付
17. ↑  최순실 딸, 이대 의류학과 ‘학점특혜’ 의혹 서울신문 2016年10月12日 2016年10月13日閲覧
18. ↑  단독 정유라 4월 출국때 한살배기 동반 동아일보  장관석·김민2016年10月24日 2016年10月24日閲覧
19. ↑  단독 최순실 딸 정유라 돌연 이대 휴학… 커지는 의혹 국민일보 윤성민·이가현 2016年10月13日 2016年10月13日閲覧
20. ↑  「影の実力者」の娘チョン・ユラさん「親を恨め、カネも実力だ」 朝鮮日報 2016/10/20
21. ↑  ‘제2의 정유라’ 700여명…체육특기자 학사관리 부실 대거 적발 동아일보 2017年3月29日 2017年4月9日閲覧
22. ↑  최승현·양승식|제목=K스포츠, 대기업에 '최순실 회사' 투자 권유한 의혹| 2016年10月19日 2016年10月20日閲覧 조선일보
23. ↑  고정현 최순실 의혹 불거지자 도망가듯 ‘폐업’ 2016年10月19日 2016年10月20日閲覧 채널A